# Premio del Sindicato de Guionistas 1952
La 5.ª edición de los Premios del Sindicato de Guionistas de Estados Unidos otorgados a los mejores guionistas de cine de 1952. Los ganadores fueron anunciados en 1953.

## Nominados y ganadores[2]

### Cine
Los ganadores están listados primero y en negritas.
| Mejor Guion en Musical - Singin' in the Rain – Betty Comden y Adolph Green ⭐ - Hans Christian Andersen – Moss Hart; argumento de Myles Connolly - I'll See You in My Dreams – Melville Shavelson y Jack Rose - Where's Charley? – John Monks Jr.; basado en la obra de George Abbott y Brandon Thomas - With a Song in My Heart – Lamar Trotti                                       | Mejor Guion Dramático - High Noon – Carl Foreman⭐ - 5 Fingers – Michael Wilson; basado en la novela de L. C. Moyzisch - Come Back, Little Sheba – Ketti Frings; basado en la obra de William Inge - Moulin Rouge – Anthony Veiller y John Huston; basado en la novela de Pierre La Mure - The Bad and the Beautiful – Charles Schnee; argumento de George Bradshaw |
| Mejor Guion de Comedia - The Quiet Man – Frank Nugent; argumento de Maurice Walsh⭐ - Pat and Mike – Ruth Gordon y Garson Kanin - Room for One More – Jack Rose y Melville Shavelson; basado en la novela de Anna Perrot Rose - The Happy Time – Earl Felton; basado en la historia de Robert Fontaine y la obra de Samuel A. Taylor - The Marrying Kind – Ruth Gordon y Garson Kanin | |

### Premios Especiales
| Premio Laurel para el Logro de Guion en Cine | Premio Laurel para el Logro de Guion en Cine |
| -------------------------------------------- | -------------------------------------------- |
| Sonya Levien                                 |                                              |